# Armand Borel
Armand Borel (La Chaux-de-Fonds, 21 de maio de 1923 — Princeton, 11 de agosto de 2003) foi um matemático suíço.

## Biografia
Ele estudou na ETH Zürich, onde foi influenciado pelo topólogo Heinz Hopf e por Eduard Stiefel. Esteve em Paris desde 1949: aplicou a sequência espectral Leray à topologia dos grupos de Lie e seus espaços de classificação, sob a influência de Jean Leray e Henri Cartan. Com Hirzebruch, ele desenvolveu significativamente a teoria das classes características no início dos anos 1950.
Ele colaborou com Jacques Tits no trabalho fundamental em grupos algébricos e com Harish-Chandra em seus subgrupos aritméticos. Em um grupo algébrico G um subgrupo de Borel H é mínimo no que diz respeito à propriedade de que o espaço homogêneo G/H é uma variedade projetiva. Por exemplo, se G é GLn, podemos considerar H como o subgrupo de matrizes triangulares superiores. Neste caso, verifica-se que H é um subgrupo máximo solucionável, e que os subgrupos parabólicos Pentre H e G têm uma estrutura combinatória (neste caso, os espaços homogêneos G/P são as várias variedades de sinalizadores). Ambos os aspectos se generalizam e desempenham um papel central na teoria.
A teoria da homologia de Borel−Moore se aplica a espaços compactos locais gerais e está intimamente relacionada à teoria dos feixes.
Ele publicou uma série de livros, incluindo um trabalho sobre a história dos grupos de Lie. Em 1978 ele recebeu a Medalha Brouwer e em 1992 foi agraciado com o Prêmio Balzan "Por suas contribuições fundamentais para a teoria dos grupos de Lie, grupos algébricos e grupos aritméticos, e por sua ação incansável em favor da alta qualidade na pesquisa matemática e a propagação de novas ideias” (motivação da Comissão do Prêmio Balzan Geral).
Ele morreu em Princeton. Ele costumava responder se era parente de Émile Borel alternadamente dizendo que era sobrinho, e não parente.

## Citações famosas
"Acho que o que menos se precisa na matemática são especialistas que emitem prescrições ou diretrizes para mortais presumivelmente menos esclarecidos." (Oeuvres IV, p. 452)

## Publicações
- Borel, Armand (1960), Seminar on transformation groups, With contributions by G. Bredon, E. E. Floyd, D. Montgomery, R. Palais. Annals of Mathematics Studies, No. 46, Princeton University Press, MR 0116341[3]
- Borel, Armand (1964) [1957], Cohomologie des espaces localement compacts d'après J. Leray. Exposés faits au séminaire de Topologie algébrique de l'École Polytechnique Fédérale, printemps 1951, Lecture Notes in Mathematics (em francês), 2 3rd ed. , Berlin, New York: Springer-Verlag, MR 0174045, doi:10.1007/BFb0097851
- Borel, Armand (1967) [1954],  Halpern, Edward, ed., Topics in the homology theory of fibre bundles, Lecture Notes in Mathematics, 36, Berlin, New York: Springer-Verlag, MR 0221507, doi:10.1007/BFb0096867
- Borel, Armand (1969), Introduction aux groupes arithmétiques, Publications de l'Institut de Mathématique de l'Université de Strasbourg, XV. Actualités Scientifiques et Industrielles, No. 1341 (em francês), Paris: Hermann, MR 0244260
- Borel, Armand (1972), Représentations de groupes localement compacts, Lecture Notes in Mathematics, 276, Berlin, New York: Springer-Verlag, MR 0414779, doi:10.1007/BFb0058407
- Borel, Armand (1991) [1969], Linear algebraic groups, ISBN 978-0-387-97370-8, Graduate Texts in Mathematics, 126 2nd ed. , Berlin, New York: Springer-Verlag, MR 1102012
- Borel, Armand (2008) [1984], Intersection cohomology, ISBN 978-0-8176-4764-3, Modern Birkhäuser Classics, Boston, MA: Birkhäuser Boston, MR 0788171
- Borel, Armand; Grivel, Pierre-Paul; Kaup, Burchard; Haefliger, André; Malgrange, Bernard; Ehlers, Fritz (1987), Algebraic D-modules, ISBN 978-0-12-117740-9, Perspectives in Mathematics, 2, Boston, MA: Academic Press, MR 882000
- Borel, Armand (1997), Automorphic forms on SL2(R), ISBN 978-0-521-58049-6, Cambridge Tracts in Mathematics, 130, Cambridge University Press, MR 1482800[4]
- Borel, Armand (1998), Semisimple groups and Riemannian symmetric spaces, ISBN 978-81-85931-18-0, Texts and Readings in Mathematics, 16, New Delhi: Hindustan Book Agency, MR 1661166
- Borel, Armand; Wallach, Nolan (2000) [1980], Continuous cohomology, discrete subgroups, and representations of reductive groups, ISBN 978-0-8218-0851-1, Mathematical Surveys and Monographs, 67 2nd ed. , Providence, R.I.: American Mathematical Society, MR 1721403
- Borel, Armand (2001), Essays in the History of Lie Groups and Algebraic Groups, ISBN 978-0-8218-0288-5, Providence, R.I.: American Mathematical Society, MR 1847105[5]
- Borel, Armand (1983), Œuvres: collected papers, ISBN 978-3-540-12126-8, I, II, III, Berlin, New York: Springer-Verlag, MR 725852
- Borel, Armand (2001), Œuvres: collected papers, ISBN 978-3-540-67640-9, IV, Berlin, New York: Springer-Verlag, MR 1829820
- Borel, Armand; Ji, Lizhen (2006), Compactifications of symmetric and locally symmetric spaces, ISBN 978-0-8176-3247-2, Mathematics: Theory & Applications, Boston, MA: Birkhäuser Boston, MR 2189882, doi:10.1007/0-8176-4466-0